# Perobal
Perobal is een gemeente in de Braziliaanse deelstaat Paraná. De gemeente telt 5.163 inwoners (schatting 2009).

## Aangrenzende gemeenten
De gemeente grenst aan Alto Piquiri, Cafezal do Sul, Mariluz en Umuarama.